# Apocephalus crucicauda
Apocephalus crucicauda är en tvåvingeart som beskrevs av Borgmeier 1928. Apocephalus crucicauda ingår i släktet Apocephalus och familjen puckelflugor. Inga underarter finns listade i Catalogue of Life.